# Norbert von Hellingrath

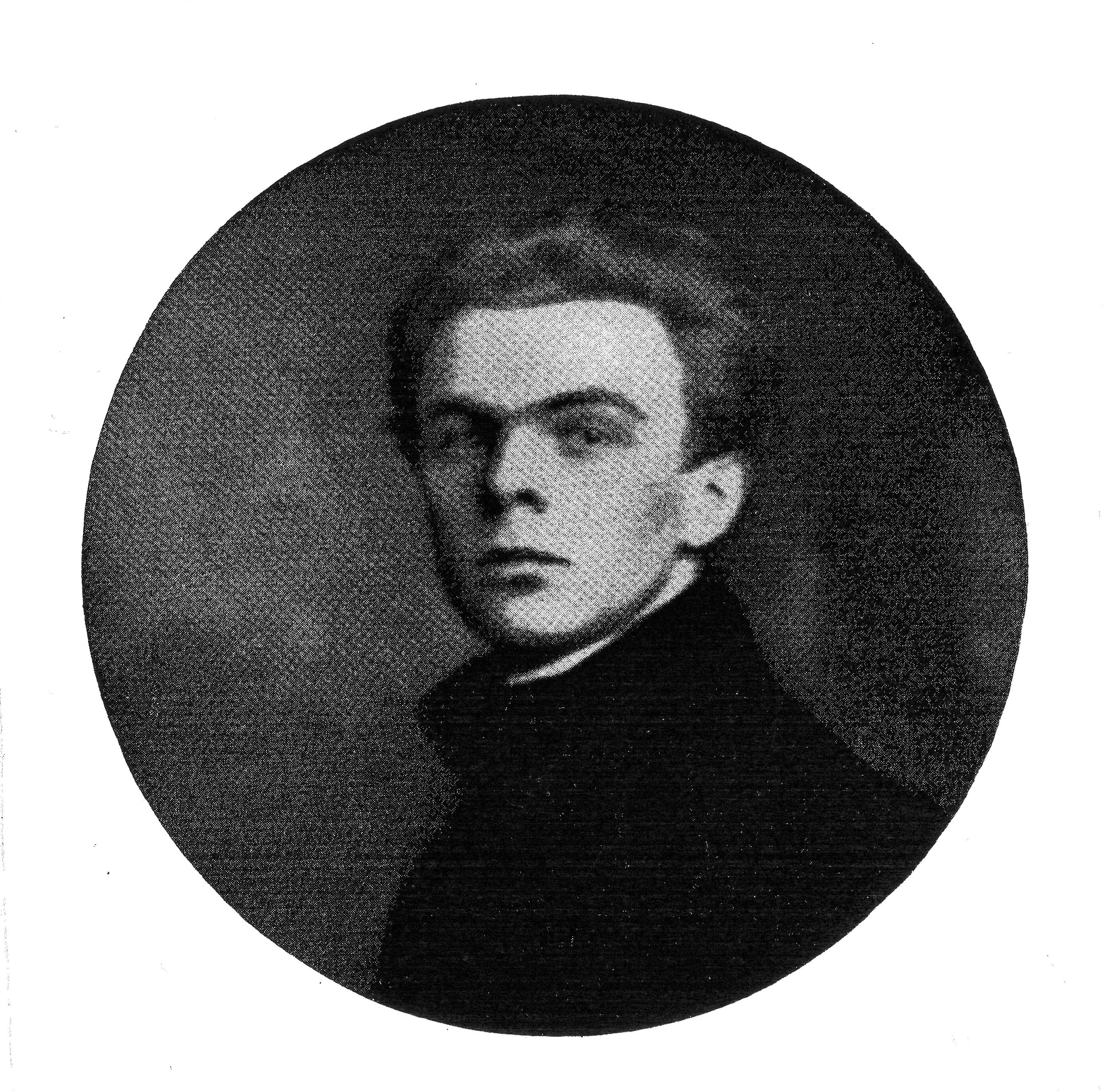
Norbert von Hellingrath

Friedrich Norbert Theodor von Hellingrath (* 21. März 1888 in München; † 14. Dezember 1916 bei Douaumont) war ein deutscher Germanist, der den Dichter Friedrich Hölderlin neu entdeckt hat.

## Leben

### Familie
Hellingrath wurde als Sohn des bayerischen Generalmajors Maximilian von Hellingrath und dessen Frau Marie, geb. Prinzessin Cantacuzène geboren. Im Haus seiner Tante, der Verlegerin und späteren Hitler-Förderin Elsa Bruckmann, lernte er die literarische Elite seiner Zeit kennen. Der aus Neuwied stammende Student Wolfgang Heyer (1893–1917) galt als sein engster Freund und Lebensgefährte, mit dem er sich 1914 gemeinsam freiwillig zum Kriegseinsatz meldete. Zuvor hatte er sich auf gesellschaftlichen Druck hin noch mit Imma von Ehrenfels verlobt. 1916 fiel er in der Schlacht um Verdun bei Douaumont.

### Wiederentdecker Hölderlins und Mitglied des George-Kreises
1906 begann Hellingrath ein Studium der griechischen und deutschen Philologie an der Universität München. Seine Lehrer hier waren vor allem Otto Crusius und Friedrich von der Leyen, der ihn mit Friedrich Hölderlin bekannt machte. Im November 1909 entdeckte Hellingrath in der Bibliothek Stuttgart späte Hymnen und Pindar-Übertragungen Friedrich Hölderlins, die er sofort in Abschriften an Freunde und Bekannte schickte. Sein Freund Karl Wolfskehl, ein Mitglied des George-Kreises, gab sie an Stefan George weiter, der Hellingrath daraufhin sofort aufsuchte und ihm eine erste Veröffentlichung in seinen Blättern für die Kunst ermöglichte (9. Folge, Februar 1910). Der spektakuläre Fund wurde schnell bekannt. 1910 folgte die erste vorläufige Buchausgabe (Hölderlins Pindar-Übertragungen, Verlag der Blätter für die Kunst), 1912 begann Hellingrath, der dabei von seinen Freunden Edgar Salin und Wolfgang Heyer unterstützt wurde, mit der Herausgabe einer Hölderlin-Werkausgabe, deren erster Band 1913 erschien. Auch in seiner Dissertation beschäftigte sich Hellingrath mit den Pindar-Übertragungen.

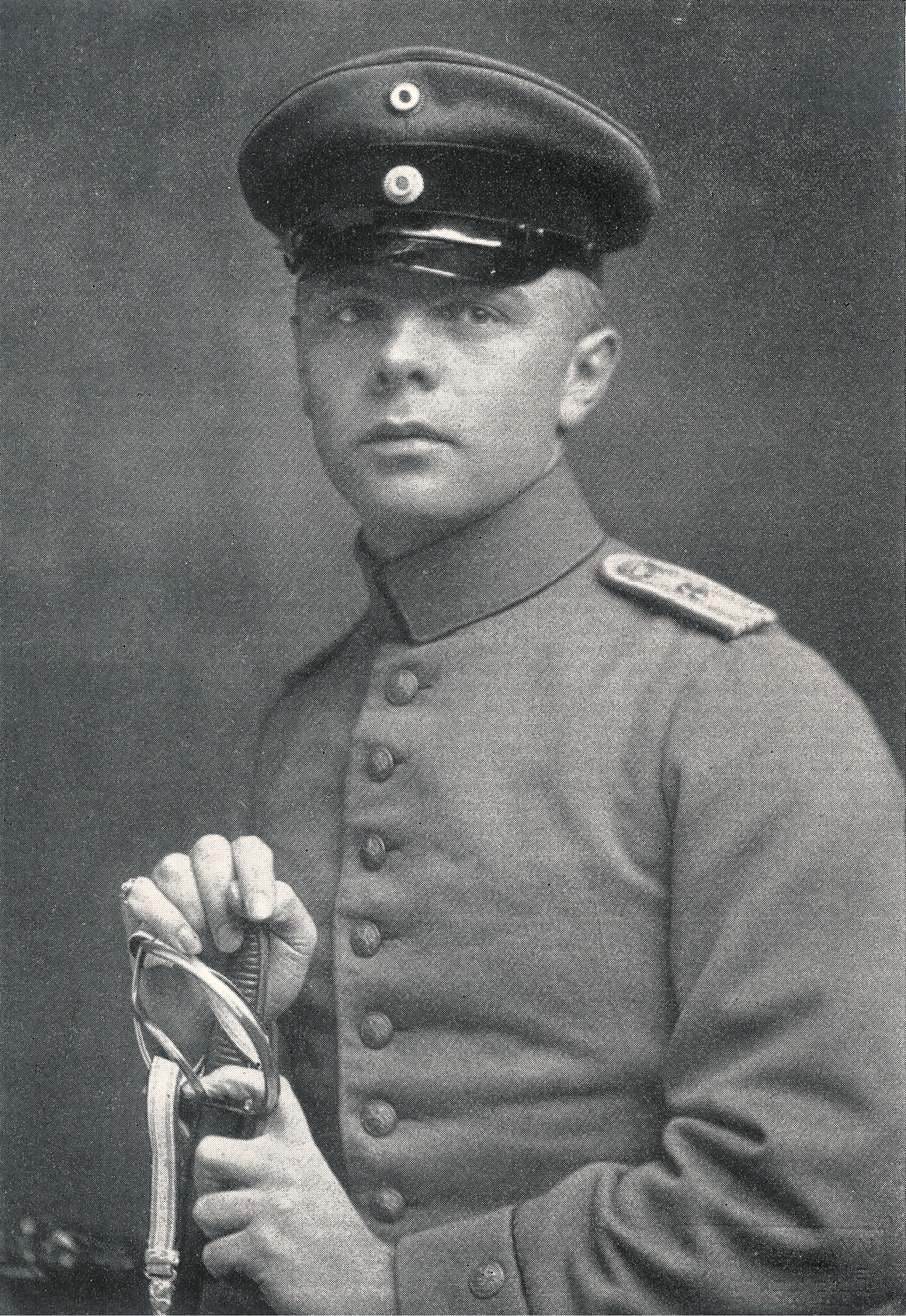
Norbert von Hellingrath als Soldat im Ersten Weltkrieg

Hellingraths Entdeckung hatte eine enorme Wirkung auf die literarische und wissenschaftliche Welt im Deutschland seiner Zeit. Hölderlin, bis dahin kaum beachtet, wurde zunehmend als einer der bedeutendsten deutschen Dichter anerkannt. Stefan George stilisierte ihn fortan zu einem seiner wichtigsten geistigen Ahnherren und veranlasste so bedeutende Wissenschaftler seines einflussreichen Kreises, sich ebenfalls mit Hölderlin zu beschäftigen. Max Kommerell etwa ging in seinem Werk Der Dichter als Führer in der deutschen Klassik (1928) ausführlich auf Hölderlin ein.
Die Entdeckungen und deren Edition hatten auch einen großen Einfluss auf die akademische Jugend. Klaus Mann schrieb im Rückblick, zu Anfang des Ersten Weltkrieges habe die damalige Jugend geglaubt, für ein „hölderlinsche[s] Deutschland […] sterben zu müssen“. Auch Carl Schmitt notierte später: „‚Jugend ohne Goethe’ (Max Kommerell), das war für uns seit 1910 in concreto Jugend mit Hölderlin […] Norbert von Hellingrath ist wichtiger als Stefan George und Rilke.“ Die Entdeckungen beeinflussten auch viele andere Autoren, die sich mit Hölderlin auseinandersetzten, etwa Walter Benjamin, dessen früher Aufsatz Zwei Gedichte von Friedrich Hölderlin deutlich von Hellingraths Ansätzen geprägt ist, sowie Martin Heidegger, der eine der wichtigsten Hölderlin-Deutungen des 20. Jahrhunderts vorgelegt hat.
Hellingrath selbst, der sich zunächst mit Georges Dichtung schwer getan, 1908 aber einen Zugang gefunden hatte, wurde ein anerkanntes Mitglied des George-Kreises. Er bekannte sich zum georgischen „geheimen Deutschland“ und verband laut Eigenaussage seine „nächsten Hoffnungen von der Zukunft der Welt mit dem Namen Stefan Georges“. Seine Arbeit für Hölderlin und George konnte er jedoch nicht zu Ende bringen. 1914 zog er, Hölderlin- und George-Ausgaben im Gepäck, in den Krieg. Nach einem Reitunfall kam er 1915 noch einmal in die Heimat, wo er zwei Vorträge über Hölderlin und die Deutschen und Hölderlins Wahnsinn hielt. Zu seinen Hörern gehörten neben seinem besten Freund Wolfskehl Rainer Maria Rilke, Alfred Schuler und Ludwig Klages. Seine Hölderlin-Werkausgabe – Hellingrath hatte noch den vierten und den fünften Band ediert – führten Friedrich Seebaß und Ludwig von Pigenot fort.

## Schriften

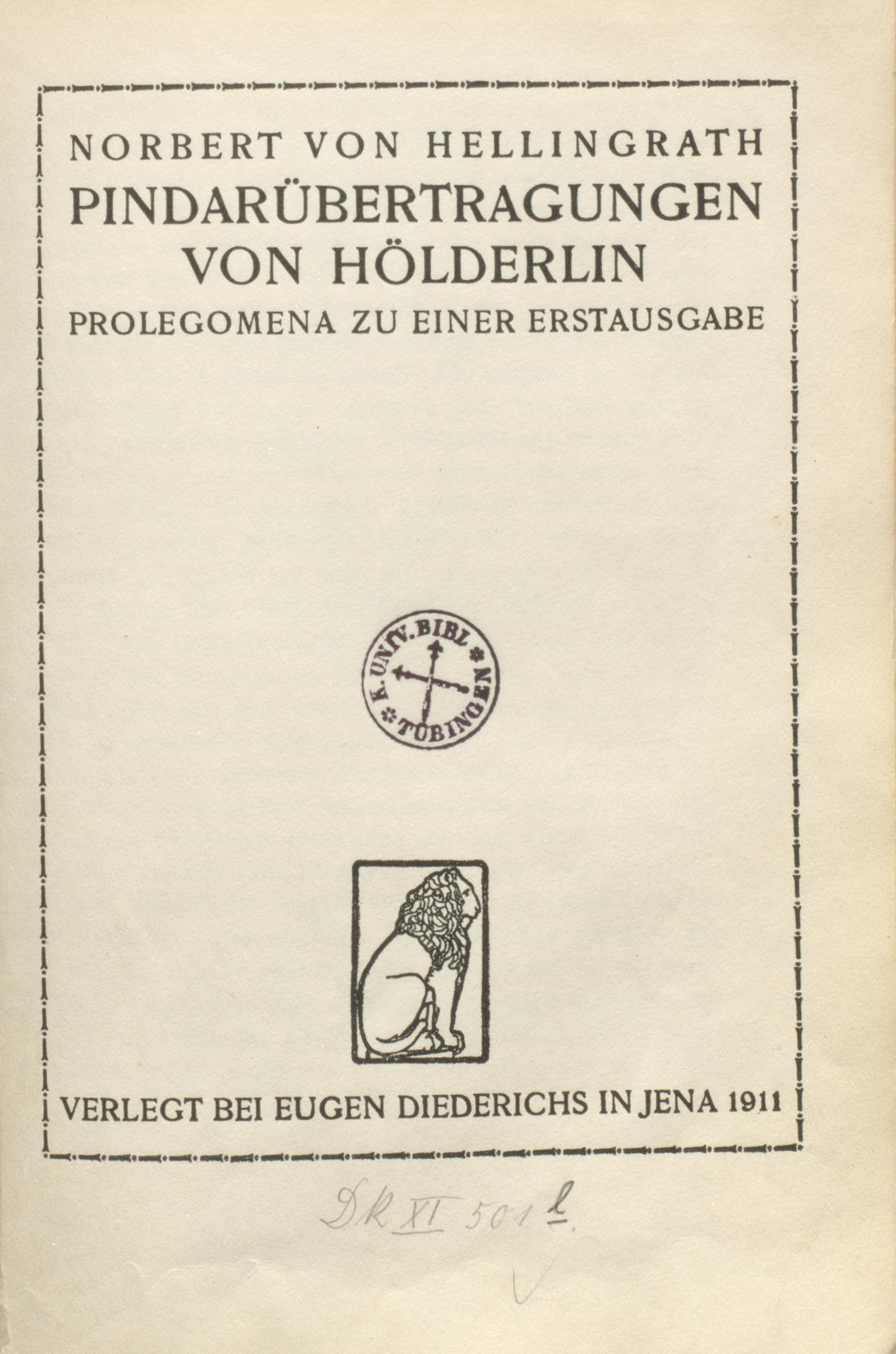
Pindarübertragungen (1911)

- Pindarübertragungen von Hölderlin. Prolegomena zu einer Erstausgabe. Eugen Diederichs, Jena 1911 (zugl. Dissertation, Berlin 1910; Digitalisat).
- Hölderlin. Zwei Vorträge: Hölderlin und die Deutschen. Hölderlins Wahnsinn. 2. Auflage. Hugo Bruckmann, München 1922 (Digitalisat).

Nachlass/Briefe
- Hölderlin-Vermächtnis. Eingeleitet und herausgegeben von Ludwig von Pigenot. 1. Auflage 1936, 2. vermehrte Auflage 1944, Verlag F. Bruckmann, München 1944.
- Ludwig von Pigenot: Briefe aus Norbert von Hellingraths Nachlaß. In: Hölderlin-Jahrbuch 13, 1963/1964, S. 104–146.
- Bruno Pieger: Unbekanntes aus dem Nachlaß Norbert von Hellingraths. In: Jahrbuch der deutschen Schillergesellschaft 36, 1992, S. 3–38.
- Rainer Maria Rilke, Norbert von Hellingrath: Briefe und Dokumente. Herausgegeben von Klaus E. Bohnenkamp. Göttingen 2008 (= Castrum Peregrini, Neue Folge 1).